# Мюнхен-Східний
48°07′37″ пн. ш. 11°36′17″ сх. д. / 48.126944° пн. ш. 11.604722° сх. д.
Східний вокзал Мюнхена (нім. Bahnhof München Ost, нім. Ostbahnhof) — один із залізничних вокзалів міста Мюнхен. Великий вузол залізничного та громадського транспорту. Залізнична станція офіційно називається нім. Bahnhof München Ost, зупинки громадського транспорту (зокрема і міської електрички S Bahn) — нім. Ostbahnhof.
У 2019 році вокзал Мюнхен-Схід щодня приймав до 174 000 пасажирів.

## Історія
Перша станція, побудована за планами Фрідріха Бюркляйна, була відкрита 1 травня 1871 року як частина новозбудованої залізничної лінії до Ноєттінга через Мюльдорф. Лінія до Розенгайма була відкрита 15 жовтня 1871 року. Спочатку названа Гайдгаузен на честь однойменного кварталу, 15 жовтня 1876 року вона дістала свою нинішню назву Мюнхен-Східний (München Ost). Станція набула додаткового значення як залізничний вузол із відкриттям у 1898 році лінії Мюнхен Схід — Дайзенгофен. З 1909 року проведено залізничне сполучення з Ісманінгом і Швабінгом, яке вперше електрифікували в 1927 році.
Станція була серйозно пошкоджена під час бомбардування Мюнхена 24—25 квітня 1944 року, і після Другої світової війни її довелося повністю відновити. У 1952 році споруджено тимчасовий зал. 22 червня 1959 року відкрився автомобільний двір (Autoreisezug), який уможливлював заїзд автомобілів на залізничні платформи та подорож у поїзді разом зі своїм автомобілем.
У травні 1972 року, незадовго до літніх Олімпійських ігор, вокзал Мюнхен-Схід став частиною мюнхенської мережі швидкісних залізниць як східна кінцева станція Штаммштреке до Мюнхен-Пазінг на заході. Сучасна будівля входу була споруджена 1985 року. Через три роки, у 1988 році, станція також отримала доступ до мережі мюнхенського метрополітену. Подальші реконструкції будівлі вокзалу відбулися в 1999 та 2008 роках.
Нині вокзал має 17 колій.

## Регіональне та далеке сполучення
Регіональні поїзди сполучають Східний вокзал з іншими містами Баварії у південно-східному напрямку.
Лінії Intercity-Express пов'язують Східний вокзал з Австрією (Відень, Зальцбург, Інсбрук, Грац) та Італією. А також з Угорщиною (Будапешт), Словенією (Любляна) та Хорватією (Загреб).

## Громадський транспорт
Зупинка мюнхенської міської електрички ліній S1, S2, S3, S4, S6, S7, S8.
| Лінія | Маршрут | Частота | Частота в Година пік |
| ----- | --- | ------- | -------------------- |
| S1    | Аеропорт Мюнхен – Flughafen Besucherpark – Neufahrn – Eching – Lohhof – Unterschleißheim – Oberschleißheim – Feldmoching – Fasanerie – Moosach – Лайм – Хіршгартен – Доннерсбергербрюке – Hackerbrücke – Головний вокзал – Karlsplatz (Stachus) – Marienplatz – Isartor – Rosenheimer Platz – Східний вокзал – Leuchtenbergring | 20 хв   | 20 хв                |
| S2    | Altomünster – Kleinberghofen – Erdweg – Arnbach – Markt Indersdorf – Niederroth – Schwabhausen – Bachern – Dachau Stadt – (Petershausen – Vierkirchen-Esterhofen – Röhrmoos – Hebertshausen –) Dachau – Karlsfeld – Allach – Untermenzing – Obermenzing – Лайм – Хіршгартен – Доннерсбергербрюке – Hackerbrücke – Головний вокзал – Karlsplatz (Stachus) – Marienplatz – Isartor – Rosenheimer Platz – Східний вокзал – Leuchtenbergring – Berg am Laim – Riem – Feldkirchen – Heimstetten – Grub – Poing – Markt Schwaben – Ottenhofen – St. Koloman – Aufhausen – Altenerding – Erding | 20 хв   | 10 хв                |
| S3    | Маммендорф – Malching – Maisach – Gernlinden – Esting – Olching – Gröbenzell – Lochhausen – Langwied – Пазінг – Лайм – Хіршгартен – Доннерсбергербрюке – Hackerbrücke – Головний вокзал – Karlsplatz (Stachus) – Marienplatz – Isartor – Rosenheimer Platz – Східний вокзал – St.-Martin-Straße – Giesing – Fasangarten – Fasanenpark – Unterhaching – Тауфкірхен – Furth – Дайзенгофен – Sauerlach – Otterfing – Гольцкірхен | 20 хв   | 10 хв                |
| S4    | Geltendorf – Türkenfeld – (Grafrath – Schöngeising –) Buchenau – Fürstenfeldbruck – Eichenau – Puchheim – Aubing – Leienfelsstraße – Пазінг – Лайм – Хіршгартен – Доннерсбергербрюке – Hackerbrücke – Головний вокзал – Karlsplatz (Stachus) – Marienplatz – Isartor – Rosenheimer Platz – Східний вокзал – Leuchtenbergring – Berg am Laim – Trudering – Gronsdorf – Haar – Vaterstetten – Baldham – Zorneding – Eglharting – Kirchseeon – Grafing Bahnhof (– Grafing Stadt – Ebersberg)                                                                                                | 20 хв   | 10 хв                |
| S6    | Tutzing – Feldafing – Possenhofen – Starnberg – Starnberg Nord – Gauting – Stockdorf – Planegg – Gräfelfing – Lochham – Westkreuz – Пазінг – Лайм – Хіршгартен – Доннерсбергербрюке – Hackerbrücke – Головний вокзал – Karlsplatz (Stachus) – Marienplatz – Isartor – Rosenheimer Platz – Східний вокзал – Leuchtenbergring – Berg am Laim – Trudering – Gronsdorf – Haar – Vaterstetten – Baldham – Zorneding – Eglharting – Kirchseeon – Grafing Bahnhof – Grafing Stadt – Ebersberg                                                                                                   | 20 хв   | 10 хв                |
| S7    | Wolfratshausen – Icking – Ebenhausen-Schäftlarn – Hohenschäftlarn – Baierbrunn – Buchenhain – Höllriegelskreuth – Pullach – Großhesselohe Isartalbahnhof – Solln – Siemenswerke – Mittersendling – Harras – Heimeranplatz – Доннерсбергербрюке – Hackerbrücke – Головний вокзал – Karlsplatz (Stachus) – Marienplatz – Isartor – Rosenheimer Platz – Східний вокзал – St.-Martin-Straße – Giesing – Perlach – Neuperlach Süd – Neubiberg – Ottobrunn – Hohenbrunn – Wächterhof – Höhenkirchen-Siegertsbrunn – Dürrnhaar – Aying – Peiß – Großhelfendorf – Кройцштрасе                    | 20 хв   | 10 хв                |
| S8    | Хершинг – Seefeld-Hechendorf – Steinebach – Weßling – Neugilching – Gilching-Argelsried – Geisenbrunn – Germering-Unterpfaffenhofen – Harthaus – Freiham – Neuaubing – Westkreuz – Пазінг – Лайм – Хіршгартен – Доннерсбергербрюке – Hackerbrücke – Головний вокзал – Karlsplatz (Stachus) – Marienplatz – Isartor – Rosenheimer Platz – Ostbahnhof – Leuchtenbergring – Daglfing – Englschalking – Johanneskirchen – Unterföhring – Ismaning – Hallbergmoos – Flughafen Besucherpark – Аеропорт Мюнхен                                                                                  | 20 хв   | 10 хв                |

Зупинка лінії метро U5, трамваю 19, кількох ліній автобусів.